# Maison du Grand-Veneur
Cet article concerne la maison de Laval. Pour la maison de Cordes-sur-Ciel, voir Maison du Grand Veneur. Pour les autres significations, voir Grand veneur (homonymie).
La Maison Renaissance dite du Grand-Veneur est une maison située à Laval, dans le département de la Mayenne. Elle est située au 68, 70 Grande rue et 14 rue des Orfèvres à Laval. Elle est construite au XVIe siècle. De style Renaissance, cet édifice a d'ailleurs inspiré l'hôtel néo-renaissance du XIXe siècle situé 26 rue de Nantes dans la même ville.
Son nom provient d'une série de tuiles faitières en terre cuite vernie longtemps identifiée à une scène de chasse à courre.  

## Histoire
La maison est construite en 1554 pour Jacques Marest, sieur de la Hardelière. 

## Description
Il s'agit d'une demeure originale. Son décor comprend des colonnes corinthiennes ainsi que de nombreuses sculptures. La partie gauche de la maison, partagée en 1699, a perdu une grande partie de son décor d’origine.
Pour Sébastien Couanier de Launay, c'est le style de la Renaissance de la deuxième époque, dans toute sa pureté : des ouvertures à doubles arcades et à plein-cintre, soutenues par des colonnes d'ordre composite. L'ogive et l'arc à anse de panier ont disparu. On y voit la ronde bosse ; dans l'entablement se voient des rosaces, des têtes en relief artistement modelées. Suivant la tradition, cette maison fut l'ouvrage des seigneurs de Laval. Une crête en plomb, représentant une chasse, régnant sur toute la longueur de l'édifice, a fait croire qu'elle était destinée aux équipages de chasse du château.
Cette maison fait l’objet d’un classement au titre des monuments historiques depuis le 28 mars 1883.